# Psychophasma vitripennis
Psychophasma vitripennis är en fjärilsart som beskrevs av Walker 1869. Psychophasma vitripennis ingår i släktet Psychophasma och familjen björnspinnare. Inga underarter finns listade.